# Metro Pune
Die Pune Metro ist die U-Bahn der indischen Stadt Pune, südöstlich von Mumbai. Das Netz ist überwiegend oberirdisch angelegt.

## Geschichte
Die Pune Metro wurde am 6. März 2022 eröffnet, um die Verkehrslage in Pune zu entschärfen, die für Pendler zuvor oft eine tägliche Fahrzeit von anderthalb Stunden bedeutet hatte. Die Linien 1 und  2 wurden zuerst eröffnet, danach soll 2026 die Linie 3 (Hinjawadi–Civil Court) folgen. Der Grundstein wurde 2016 von Narendra Modi gelegt.

## Linien
Die Bahn hat in der ersten Ausbaustufe 2 Linien:
Die Linie 1 verläuft in Nord-Süd-Richtung von Pimpri Chinchwad Municipal Corporation (PCMC) nach Swargate.
Die Linie 2 kreuzt die Linie 1 am Gerichtshof und bindet den Bahnhof Pune an.